# Kurt Wille
Kurt Friedrich Teodor Wille (ur. 2 lutego 1894, zm. 6 maja 1945) – radca ministerialny, od 15 maja 1942 do końca okupacji prezydent głównego wydziału sprawiedliwości (niem. Hauptabteilung Justiz) w rządzie Generalnego Gubernatorstwa.